# Суздаль

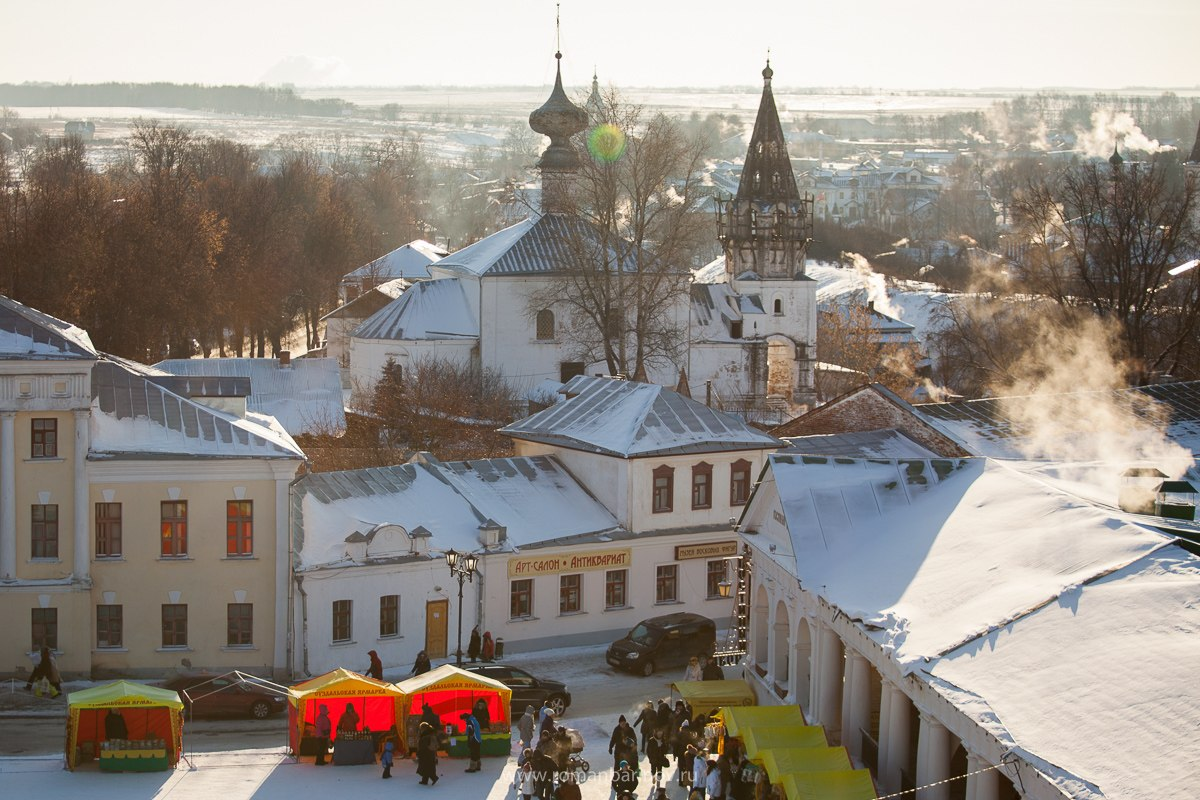
Центр міста

Суздаль — місто в Росії, адміністративний центр Суздальського району Владимирської області. Населення 10 240 осіб. (2013).

## Географія
Розташоване на річці Кам'янці, притоці річки Нерлі за 26 км на північ від Владимира.
Суздаль — місто-заповідник, входить в Золоте кільце Росії, в Владимиро-Суздальський історико-художній і архітектурний музей-заповідник.

## Історія
Точна дата його заснування невідома. Татищев вважав, що Суздаль був заснований 982 року Володимир Святий на болотистому березі Нерлі, там, де зараз розташоване село Кідекша, і лише пізніше його було перенесено на зручніше сучасне місце. Ця теорія поки що не знайшла підтвердження. 2000-го року російські пропагандисти оголосили, що Суздаль вперше згадано під 999 роком, хоча це джерело є сумнівним.
У 11-12 століттях, до піднесення Москви, Суздаль був одним із центрів Північно-Східної Русі.
На початку XII століття за Юрія Долгорукого був центром Ростово-Суздальського князівства. У 1157 Андрій Боголюбський переніс столицю до Владимира і князівство стало називатися Владимиро-Суздальським. З середини XIII століття — столиця самостійного Суздальського князівства. На початку XIV століття — столиця Суздальсько-Нижньогородського князівства.

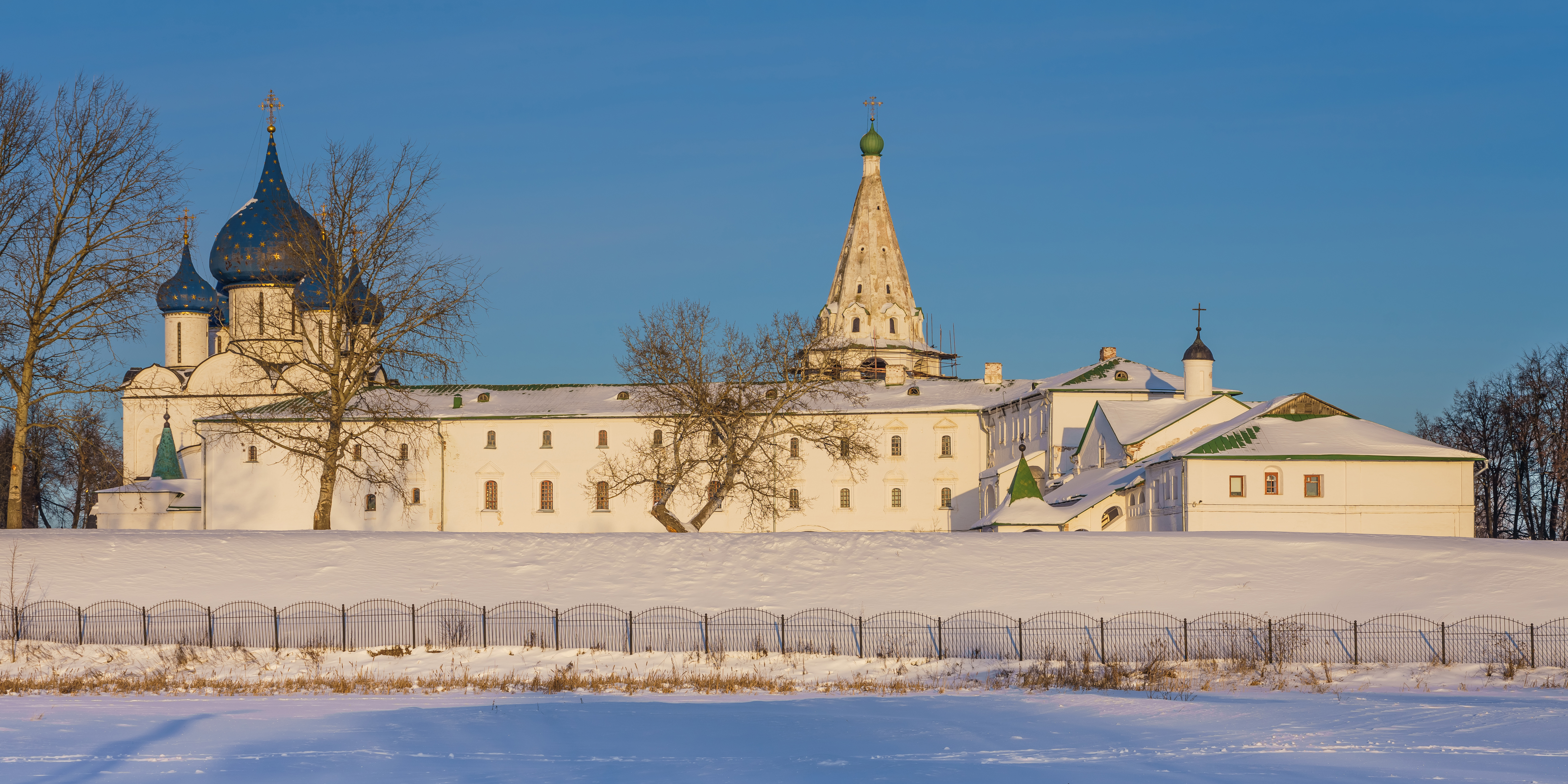
Суздальський кремль взимку

У 1392 Суздаль увійшов до Великого Московського князівства.
У 1565 Суздаль попав в число міст, що складали опальну земщину, а після знищення опричнини став «царською вотчиною». У Смутний час суздальці зрадили Шуйському і передали своє місто тушинцям і Лисовському, який укріпив його і протримався в нім близько 8 місяців, попри неодноразові спроби з боку московського війська прогнати його звідти.
У 1612 році поляки брали в облогу Суздаль, але безуспішно.
У 1708 році місто було приписане до Московської губернії як провінційне місто; у 1778 зроблений повітовим містом Владимирського намісництва, в 1796 році — Владимирської губернії.
З XVI століття в Суздалі ведеться будівництво монастирів. Розширюються старі, зводяться нові. До XVI ст існувало 11 монастирів (нині збереглося 5 монастирських комплексів). Суздаль стає одним з релігійних центрів Росії. З середини XVII століття — період економічного підйому.
З другої половини XIX століття Суздаль стає глухим провінційним містом (у місті не розвивалася промисловість — не в останню чергу тому, що Суздаль опинився в стороні від залізниці).
У 1967 ухвалено Генеральний план розвитку Суздаля, згідно з яким він ставав містом-музеєм. З міста вивели виправні установи. Були побудовані Головний туристичний комплекс, розгорнуті музейні експозиції. Проводилися роботи з реставрації пам'ятників і благоустрою міста. У 1978 (?) міжнародна організація ЮНЕСКО включила білокам'яні пам'ятники Суздаля в список об'єктів світової спадщини.

### Виробництво цегли в Суздалі
Невелике місто Суздаль виділялось поміж поселень навколо Москви і Володимира наявністю цегельних майстерень. Глину брали на берегах місцевої річки Каменки. Неподалік заснували слободу і випалювальні печі. Найдавніша з печей по випалу цегли в Суздалі, розкопана археологами, датована 12 століттям (можливо, виробництво засноване в 11 столітті). Це зумовило відносно велику кількість цегляних споруд в Суздалі, створених у період 16-18 століть і добре зберігшихся до нашого часу. (В сусідньому Володимирі, на відміну від Суздаля, для будівництва якийсь час використовували тесані кам'яні брили, незважаючи на їх дорогу ціну і потребу мати відповідних майстрів. З тесаного каменю в Володимирі побудовані в 12 столітті і Успенський собор (Володимир), і уславлена церква Покрова на Нерлі.)

## Населення
| 1784    | 1856    | 1859    | 1870    | 1897    | 1913    | 1920    |
| ------- | ------- | ------- | ------- | ------- | ------- | ------- |
| 2962    | ↗6100   | ↗6145   | ↗7047   | ↘6412   | ↗7700   | ↘4357   |
| 1923    | 1926    | 1939    | 1959    | 1970    | 1979    | 1989    |
| ↗7092   | ↘6642   | ↘6567   | ↗9012   | ↗10 179 | ↗11 529 | ↗12 063 |
| 1992    | 2000    | 2001    | 2002    | 2003    | 2005    | 2006    |
| ↗12 100 | ↘12 000 | ↘11 900 | ↘11 357 | ↗11 400 | ↘11 200 | →11 200 |
| 2009    | 2010    | 2011    | 2012    | 2013    | 2014    | 2015    |
| ↘10 965 | ↘10 535 | ↗10 553 | ↘10 409 | ↘10 240 | ↘10 061 | ↘9978   |
| 2016    | 2017    | 2018    |         |         |         |         |
| ↘9865   | ↘9749   | ↘9618   |         |         |         |         |

## Архітектурні пам'ятки

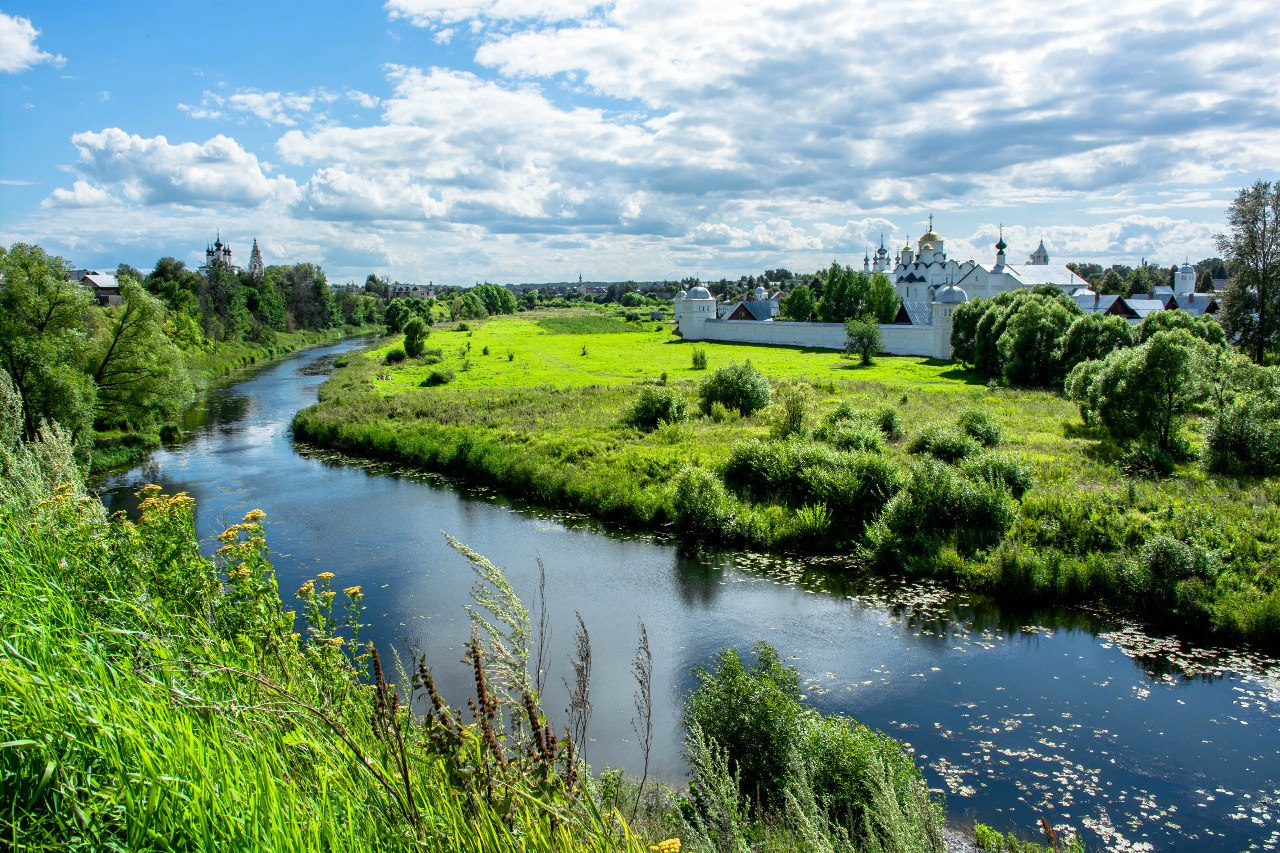
Панорама Покровського монастиря

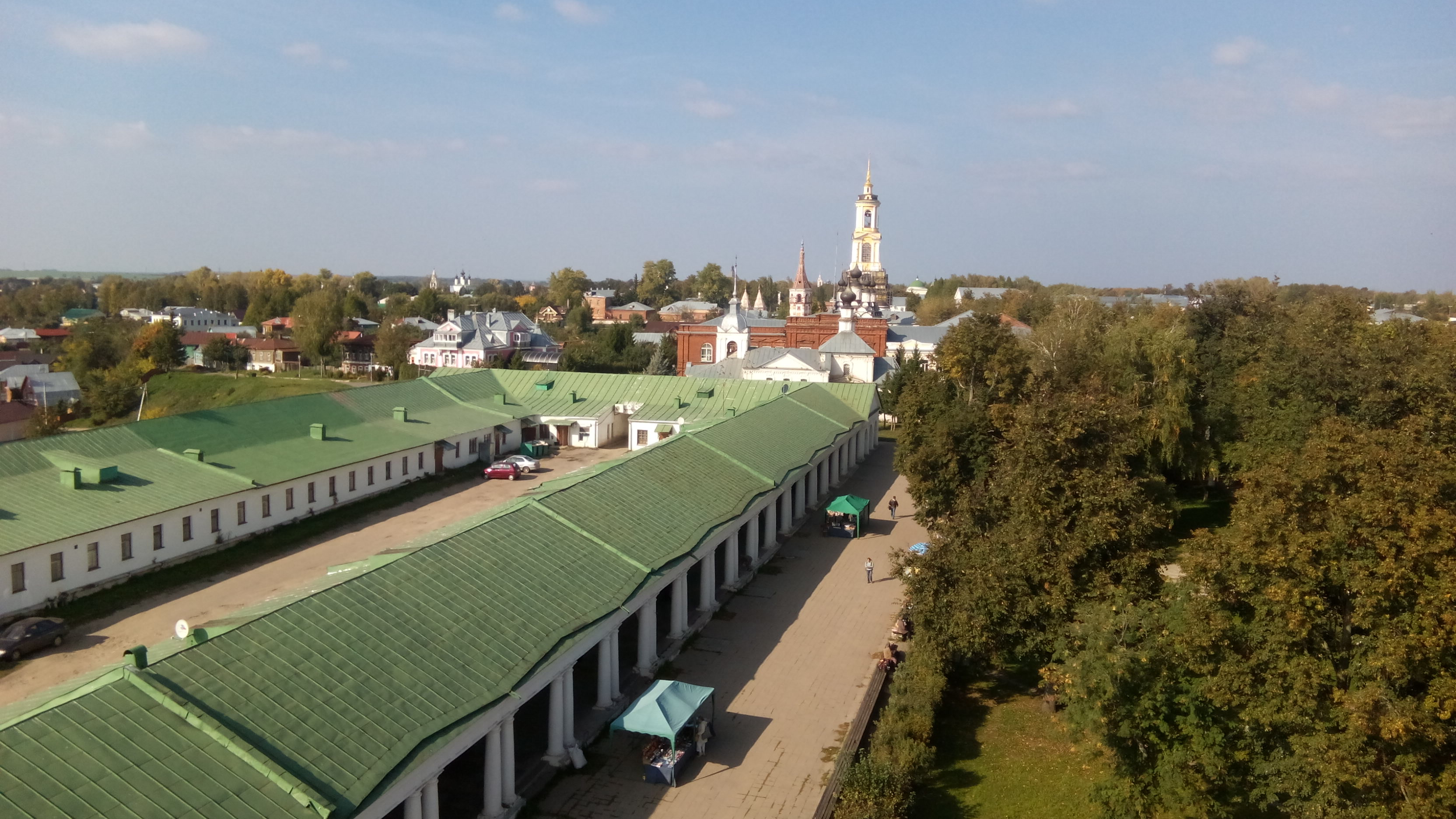
Гостиний двір в Суздалі

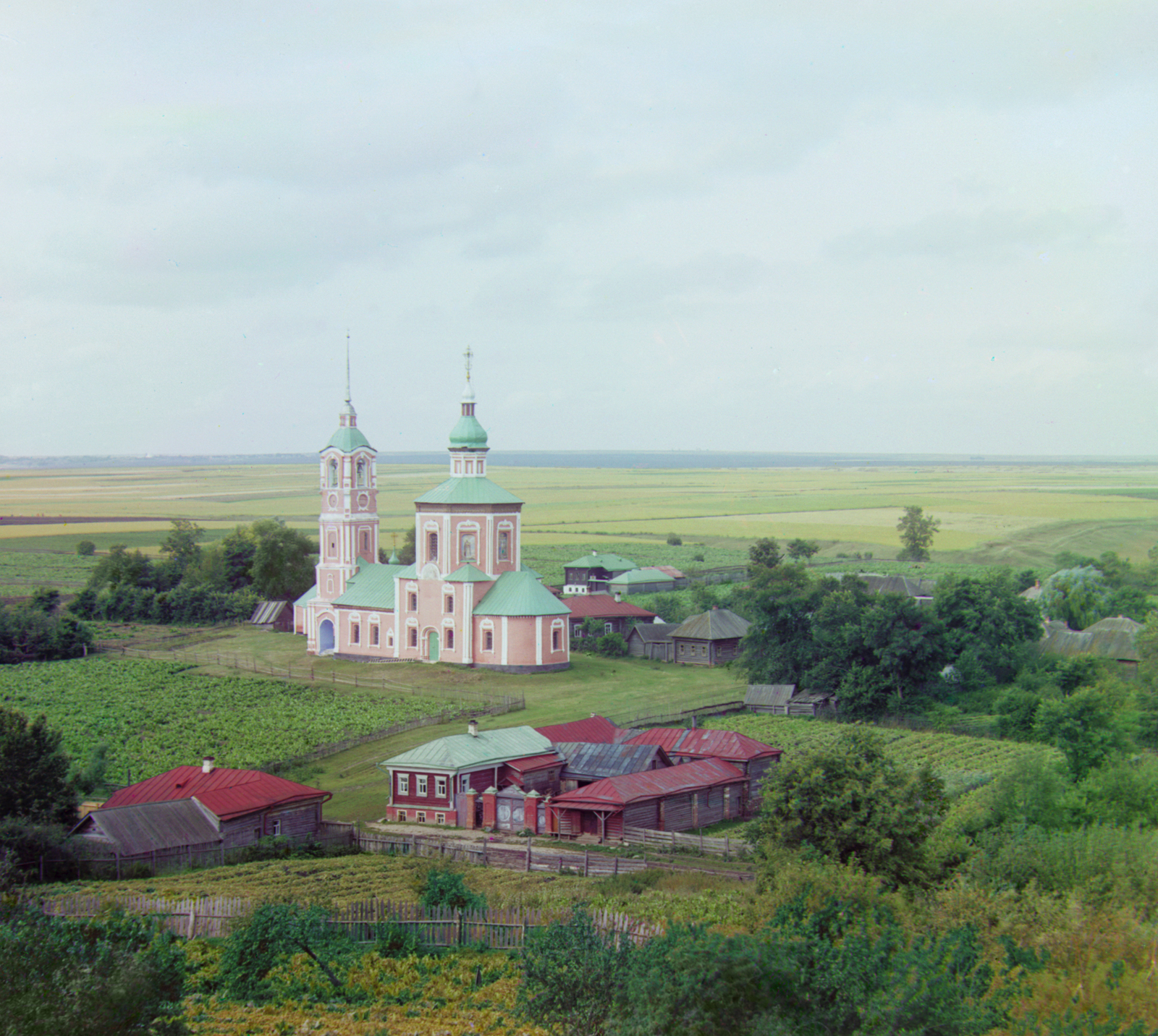
Церква Бориса і Гліба

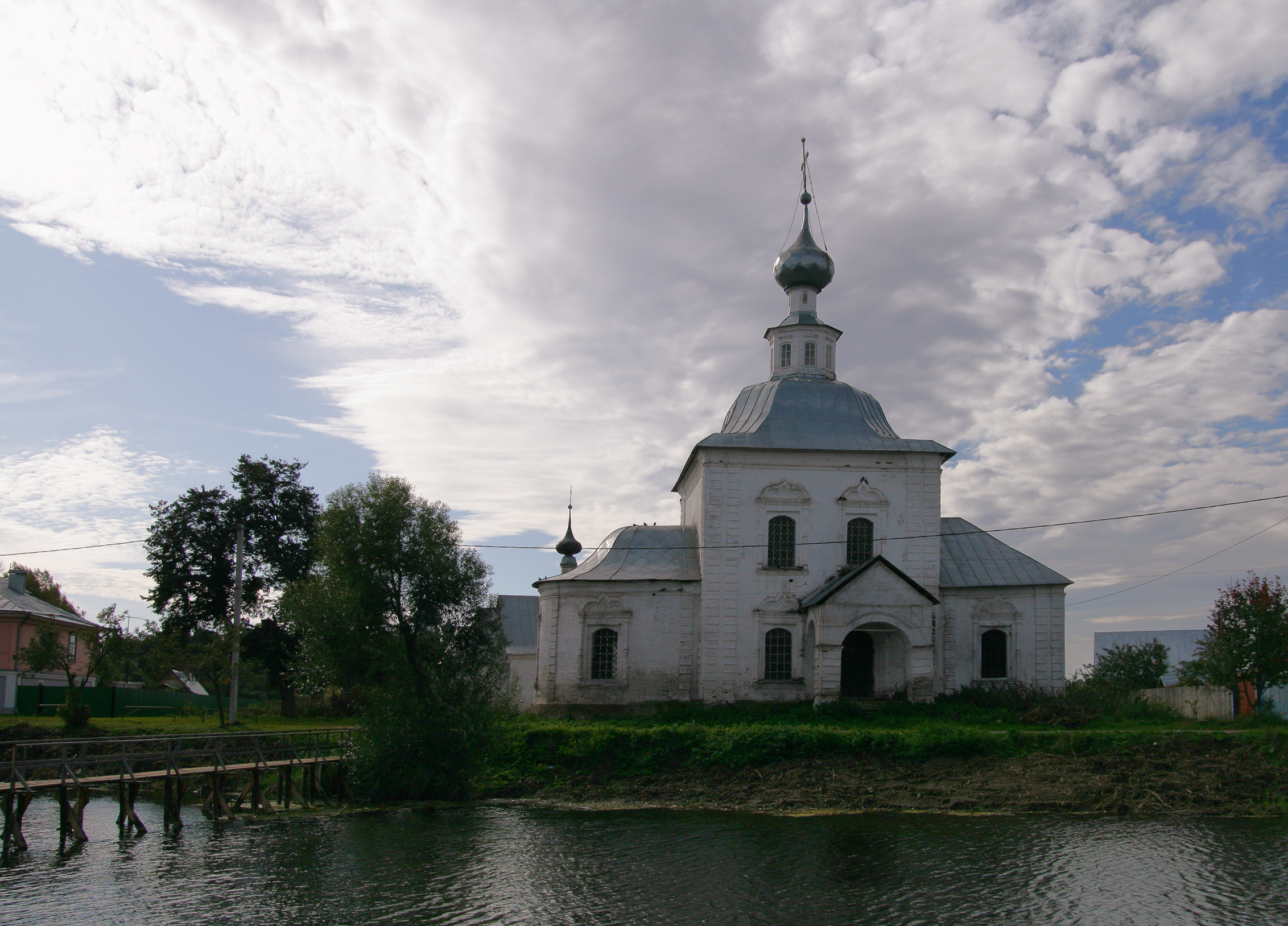
Богоявленська церква (Суздаль)

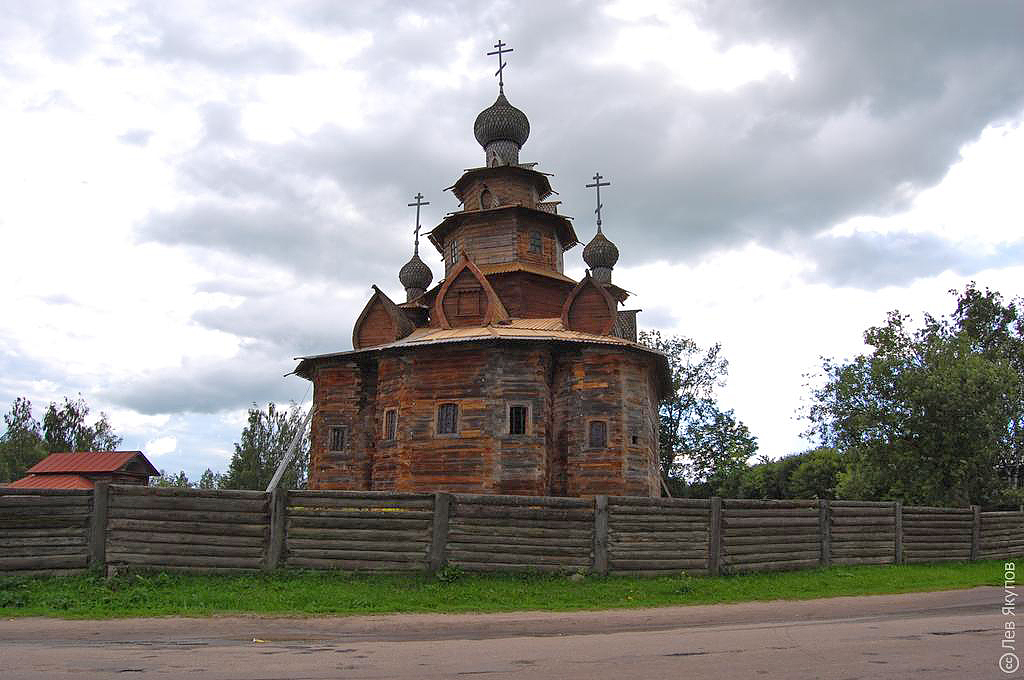
Церква Преображення (Козлятьєво)

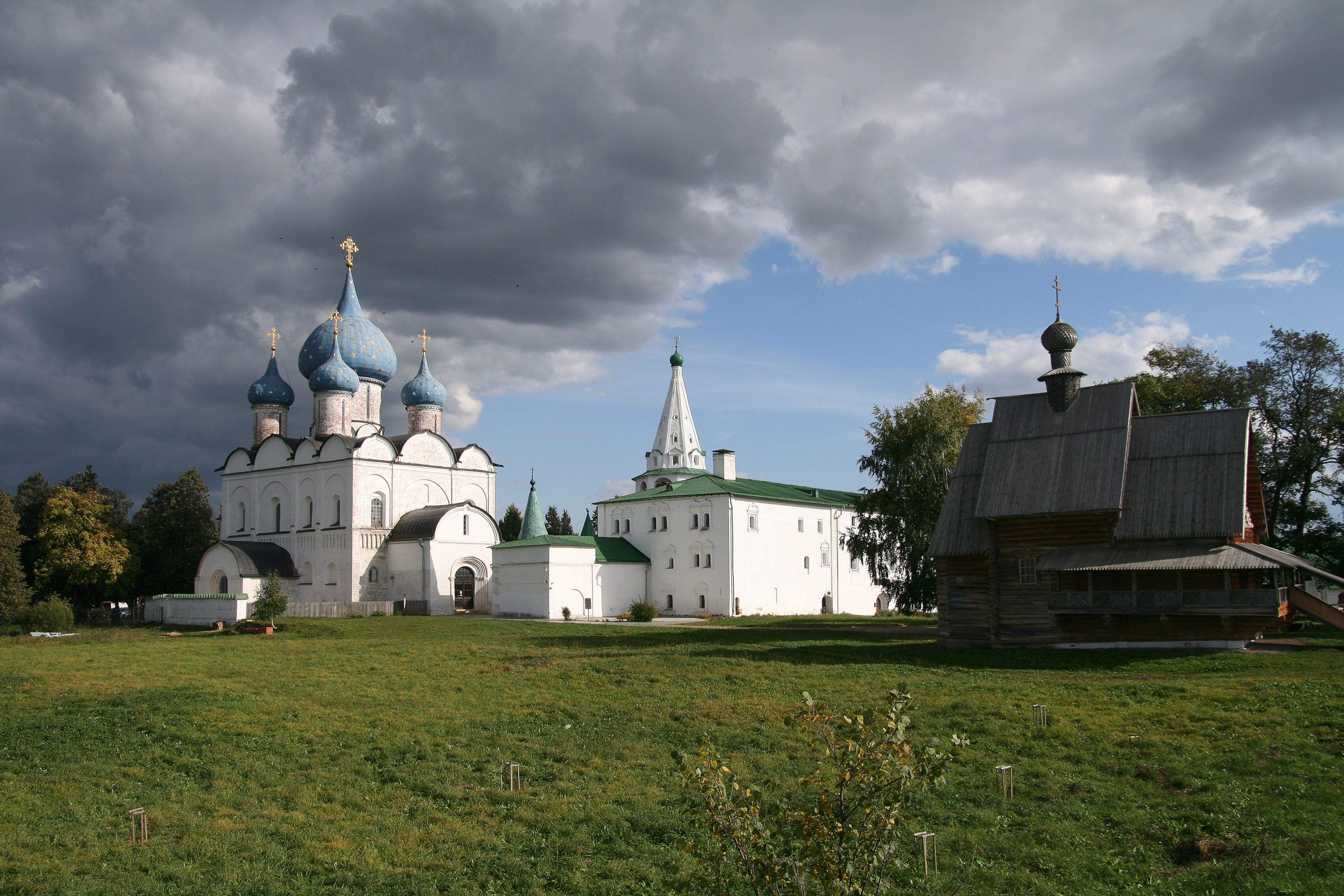
Суздальський кремль

Суздаль зберіг велику кількість архітектурних пам'яток різних століть і стилів:
- Суздальський кремль
- Монастирські ансамблі
  - Спасо-Євфімієв монастир
  - Покровський монастир
  - Александровський монастир
  - Ризоположенський монастир
  - Васильєвський монастир
- Ансамбль Торгової площі
  - Торгові ряди (1806—1811, арх. А. Вершинський)
  - Церква Воскресіння (1732)
  - Церква Казанської ікони Божої Матері (1739)
  - Церква Костянтина і Олени (Цареконстантіновська) (1707)
  - Церква Всіх Скорботних (1750—1787)
  - Церква Входу Господня до Єрусалиму (1702—1707)
  - Церква Параскеви П'ятниці (1772)
- Пам'ятники Посаду
  - Церква Успіння Божої Матері (1750)
  - Церква Іоанна Передтечі (1720)
  - Церква Святого Антіпія (1745)
  - Церква Святого Лазаря (1667)
  - Церква Кресто-Никольська (1770)
  - Церква Косьми і Даміана на Яруновій горі (1725)
- Пам'ятники Зарічної сторони
  - Церква Знамення на Мжарі (1749)
  - Церква Ризположення на Мжарі (1777)
  - Церква Бориса і Гліба (Суздаль) на Борисовій стороні (1747)
  - Церква Іллі Пророка на Івановій горі (1758)
  - Церква Богоявлення в Шкіряній слободі (1775)
  - Церква Іоанна Передтечі в Шкіряній слободі (1703)
  - Церква Тихвинської ікони Божої Матері (кінець XVII ст.)
  - Церква Святого Миколая у Покровського монастиря (1712)
  - Церква Петра і Павла у Покровського монастиря (1699)
- Пам'ятники слободи Скучилихи
  - Церква Смоленської ікони Божої Матері (1696—1707)
  - Церква Сімеона Столпника (1749)
  - Церква Михайла Архангела (початок XVIII ст.)
  - Кам'яний посадський будинок (кінець XVII ст.)
- Пам'ятники довколишніх сіл
  - Церква Боголюбської ікони Божої Матері в Корівниках (1696)
  - Церква Флора і Лавра в Михалях (1803)
  - Церква Михайла Архангела в Михалях (початок XVIII ст.)
  - Церква Михайла Архангела в Івановському (середина XVIII ст.)
- Пам'ятники музею дерев'яної архітектури
  - Церква Воскресіння (Патакіно), (1776)
  - Будинок з села Ількино (XIX в.)
  - Будинок з села Балка (XIX в.)
  - Вітряні млини (XIX ст.)
  - Комори (XIX в.)
  - Церква святого Миколая (Глотово), (1766)
  - Церква Преображення (Козлятьєво), (1756)

## Економіка
Основу економічної активності в місті складають галузі, орієнтовані на прийом і обслуговування туристів: готельний бізнес, громадське харчування тощо.
У місті є промислові підприємства: швейна фабрика, підприємства харчової промисловості, з виробництва товарів культурно-побутового і господарського призначення. Розвинене городництво.